# Apocephalus colombicus
Apocephalus colombicus är en tvåvingeart som beskrevs av Brown 1997. Apocephalus colombicus ingår i släktet Apocephalus och familjen puckelflugor.
Artens utbredningsområde är Panama. Inga underarter finns listade i Catalogue of Life.